# HMAS Quiberon (G81)
Le HMAS Quiberon (G81/D20/D281/F03) est un destroyer de classe Q en service dans la Royal Australian Navy pendant la Seconde Guerre mondiale.
Le navire tire son nom de la bataille de la baie de Quiberon qui eut lieu en 1759. Construit pendant la Seconde Guerre mondiale dans le cadre du programme d'urgence de guerre des destroyers, le Quiberon est mis sur cale le 14 octobre 1940 aux chantiers navals J. Samuel White de Cowes, sur l'île de Wight. Il est lancé le 31 janvier 1942 et mis en service le 6 juillet 1942, sous le commandement du commander Hugh Waters Shelley Browning.

## Historique

### Seconde Guerre mondiale
Ses premières tâches consistent à servir d'escorte de convoi dans l'Atlantique Nord en opérant à partir de Scapa Flow. En octobre 1942, il soutient les débarquements alliés en Afrique du Nord. Le 28 novembre, le Quiberon attaque et coule le sous-marin italien Dessiè au large de la côte tunisienne, rejoignant ensuite la Force Q, basé à Bône et composé des croiseurs légers HMS Aurora, Argonaut et Sirius avec les destroyers HMS Quentin et Quiberon. Le 1er décembre, vers minuit, cette force repéra et attaqua à environ 64 km au nord du cap Bon un convoi italien composé de quatre transports de troupes escorté par cinq navires de guerre italiens,. Les quatre transports furent coulés et le 2 décembre à 2 h 35, le Quiberon tira sur le torpilleur italien Lupo, qui faisait partie de l'escorte d'un autre convoi. Lors de son retour au port, son sister-ship HMS Quentin est torpillé par un avion allemand ; la plupart de son équipage est secouru par le Quiberon. Le 21 décembre, il sauve des survivants du navire à passagers Strathallen, torpillé par l'U-562.
En janvier 1943, le destroyer escorte un convoi d’Angleterre à Cape Town, puis se rend à Victoria, en Australie, en vue d'une révision. Les travaux achevés, le Quiberon est affecté à l'Eastern Fleet, ses missions principales consistant à escorter des convois à travers l’océan Indien. En avril 1944, il fait partie de l'écran des porte-avions lors de l'opération Cockpit, puis de nouveau en mai pour l'opération Transom (raids aériens contre les forces japonaises occupant les Indes orientales néerlandaises). Après un bref réaménagement à Melbourne, le Quiberon reprend ses opérations avec l'Eastern Fleet en août. En octobre, il prend part à une série de bombardements de la flotte des îles Nicobar tenues par les Japonais. À la mi-décembre, il est réaffecté dans les eaux australiennes en tant qu’escorte de convoi et patrouilleur pour la lutte anti-sous-marine. Au début de 1945, le destroyer est rattaché à la flotte britannique du Pacifique. Opérant depuis Manus, le Quiberon participe aux opérations de soutien de la bataille d'Okinawa et à des attaques lors de la campagne du Japon.

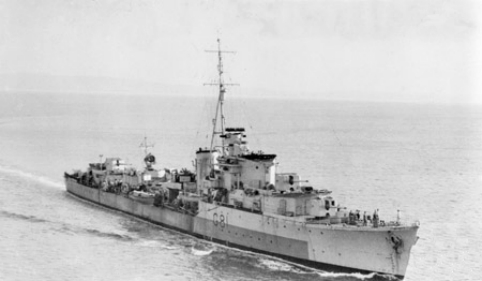
Le Quiberon en 1945.

À la fin de la Seconde Guerre mondiale, le Quiberon est présent lors de la réoccupation de Singapour par les Alliés et opère dans les Indes orientales jusqu'en février 1946. Ses principales missions consistent à maintenir l'ordre dans ces territoires, à déplacer les troupes et à rapatrier les prisonniers de guerre.
Le navire reçut huit honneurs de bataille pour son service militaire: « Mediterranean 1942 », « North Africa 1942-1943 », « Atlantic 1943 », « Indian Ocean 1943-1944 », « East Indies 1944 », « Pacific 1944-1945 », « Okinawa 1945 » et « Japan 1945 »,.
Entre 1946 et 1948, le Quiberon fut déployé à trois reprises avec la force d'occupation du Commonwealth britannique.

### Après-guerre et reconversion

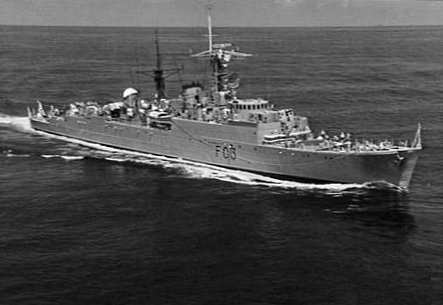
Le Quiberon après sa reconversion en frégate de lutte anti-sous-marine.

Au début des années 1950, il a été décidé de convertir les cinq destroyers de la classe Q en service dans la Royal Australian Navy (trois autres avaient été acquis après la Seconde Guerre mondiale) en frégate de lutte anti-sous-marine, similaires aux conversions de frégate de type 15 effectuées sur plusieurs destroyers de la Royal Navy du Programme d'urgence de guerre,.
Le 15 mai 1950, le Quiberon est placé en réserve en vue de sa transformation aux chantiers navals de l'île Cockatoo et de Garden Island. Il est remis en service le 18 décembre 1957.
Le Quiberon sert principalement en Extrême-Orient avec la réserve stratégique du Commonwealth et en tant qu'unité de la flotte australienne de la Australia Station. La frégate effectua une visite portuaire en Birmanie en 1959 ; la dernière visite d'un navire australien depuis le HMAS Childers en 2014.
En octobre 1962, les Quiberon et HMAS Queenborough secourent 25 survivants du navire à vapeur marchand panaméen Kawi, qui avait sombré lors d'une tempête en mer de Chine méridionale. En décembre 1962, toujours accompagné du Queenborough, le Quiberon sauve l'équipage du SS Tuscany, qui s'était échoué sur un récif dans la mer de Chine méridionale.
Le Quiberon est placé en réserve le 26 juin 1964. Il vendu pour démolition à la société Fujita Salvage Company Limited d’Osaka, au Japon, le 15 février 1972 et appareille définitivement de Sydney sous remorquage le 10 avril 1972.